# Internationaler Residualmechanismus für die Ad-hoc-Strafgerichtshöfe
Der Internationale Residualmechanismus für die Ad-hoc-Strafgerichtshöfe (englisch International Residual Mechanism for Criminal Tribunals, IRMCT; bis Mai 2018 auch Mechanism for International Criminal Tribunals, MICT) ist ein internationales Strafgericht. Er wurde am 22. Dezember 2010 durch Resolution 1966 des UN-Sicherheitsrats geschaffen und ist Rechtsnachfolger des Internationalen Strafgerichtshofs für das ehemalige Jugoslawien (IStGHJ) sowie des Internationalen Strafgerichtshofs für Ruanda (IStGHR).
Der IRMCT soll im Wesentlichen die Tätigkeit dieser 1993 bzw. 1994 gegründeten Ad-hoc-Strafgerichtshöfe zum Abschluss bringen (sogenannte completion strategy). Dementsprechend verfügt er über die materiellen, territorialen, zeitlichen und personenbezogenen Zuständigkeiten sowie die Rechte, die Pflichten und die wesentlichen Funktionen seiner beiden Vorgängerinstitutionen.
Organisatorisch ist der IRMCT ein Nebenorgan des UN-Sicherheitsrats. Er nahm am 1. Juli 2012 seine Tätigkeit auf und hat seinen Sitz im niederländischen Den Haag sowie im tansanischen Arusha.

## Zuständigkeit und Rechtsgrundlagen
Die Rechtsgrundlagen des IRMCT sind neben der Resolution 1966 das zusammen mit der Resolution beschlossene Statut sowie die am 8. Juni 2012 durch die Richter angenommene Verfahrens- und Beweisordnung. Eine Strafverfolgung und Verurteilung durch den IRMCT ist entsprechend seinem Statut nur möglich für Personen, die bereits, gegebenenfalls in Abwesenheit, vor einem der beiden Ad-hoc-Strafgerichtshöfe angeklagt wurden. Ausgenommen davon sind Fälle von Falschaussage oder Strafvereitelung vor dem IRMCT oder einer seiner beiden Vorgängereinrichtungen, für die eine Anklage vor dem IRMCT möglich ist. Als einzige mögliche Strafe bei einer Verurteilung durch den IRMCT ist die Freiheitsstrafe vorgesehen. Für die Strafbemessung soll dabei neben der Schwere der Taten der Angeklagten und den individuellen Umständen ihrer jeweiligen Fälle auch die bisherige Rechtsprechung des IStGHJ und des IStGHR berücksichtigt werden.
Weitere wichtige Aufgaben des IRMCT sind, wie bei den bisherigen Ad-hoc-Strafgerichtshöfen, die Überwachung von Verfahren, die in die Zuständigkeit der nationalen Gerichtsbarkeit der jeweiligen Länder übertragen wurden beziehungsweise werden, sowie die Unterstützung der nationalen Strafverfolgungsbehörden bei Verfahren, die in Zusammenhang mit den Verfahren des IStGHJ und des IStGHR stehen. Darüber hinaus obliegen dem IRMCT unter anderem Aktivitäten zum Schutz von Zeugen und Opfern aus IStGHJ- und IStGHR-Verfahren, die Überprüfung von Verurteilungen des IStGHR, des IStGHJ und des IRMCT beim Vorliegen neuer Fakten, die Überwachung des Vollzugs der durch die drei Institutionen verhängten Urteile sowie die Verwaltung ihrer Archive.
Die beiden bisher bestehenden Ad-hoc-Gerichtshöfe haben bis Ende 2014 ihre Aktivitäten weitestgehend eingestellt sowie ihre Zuständigkeiten und noch laufenden Verfahren an den IRMCT übertragen. Für den Bestand des IRMCT ist zunächst eine Laufzeit von vier Jahren ab Gründung vorgesehen. Eine Verlängerung des Mandats ist danach möglich auf der Basis von Überprüfungen, die ab 2016 alle zwei Jahre stattfinden sollen.

## Organisation und Arbeitsweise

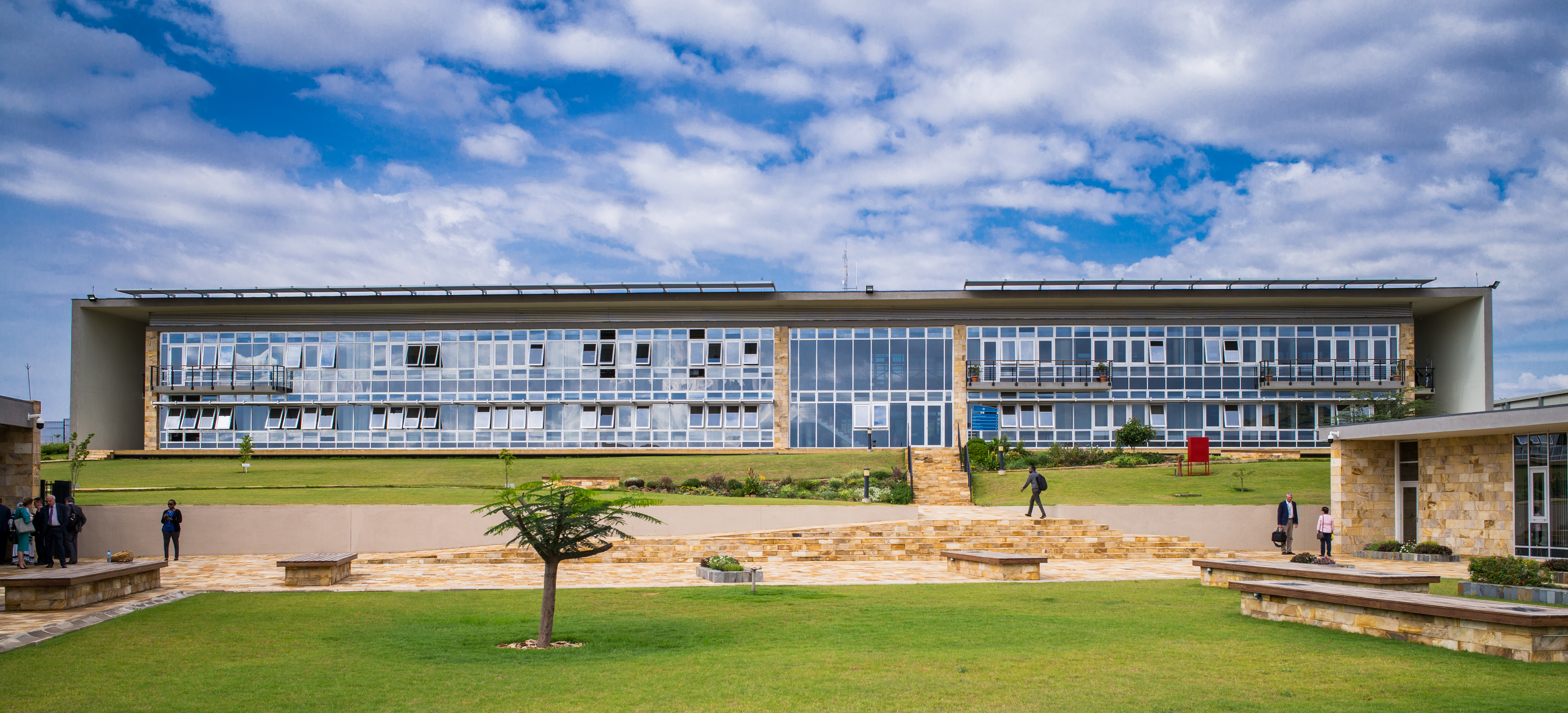
IRMCT in

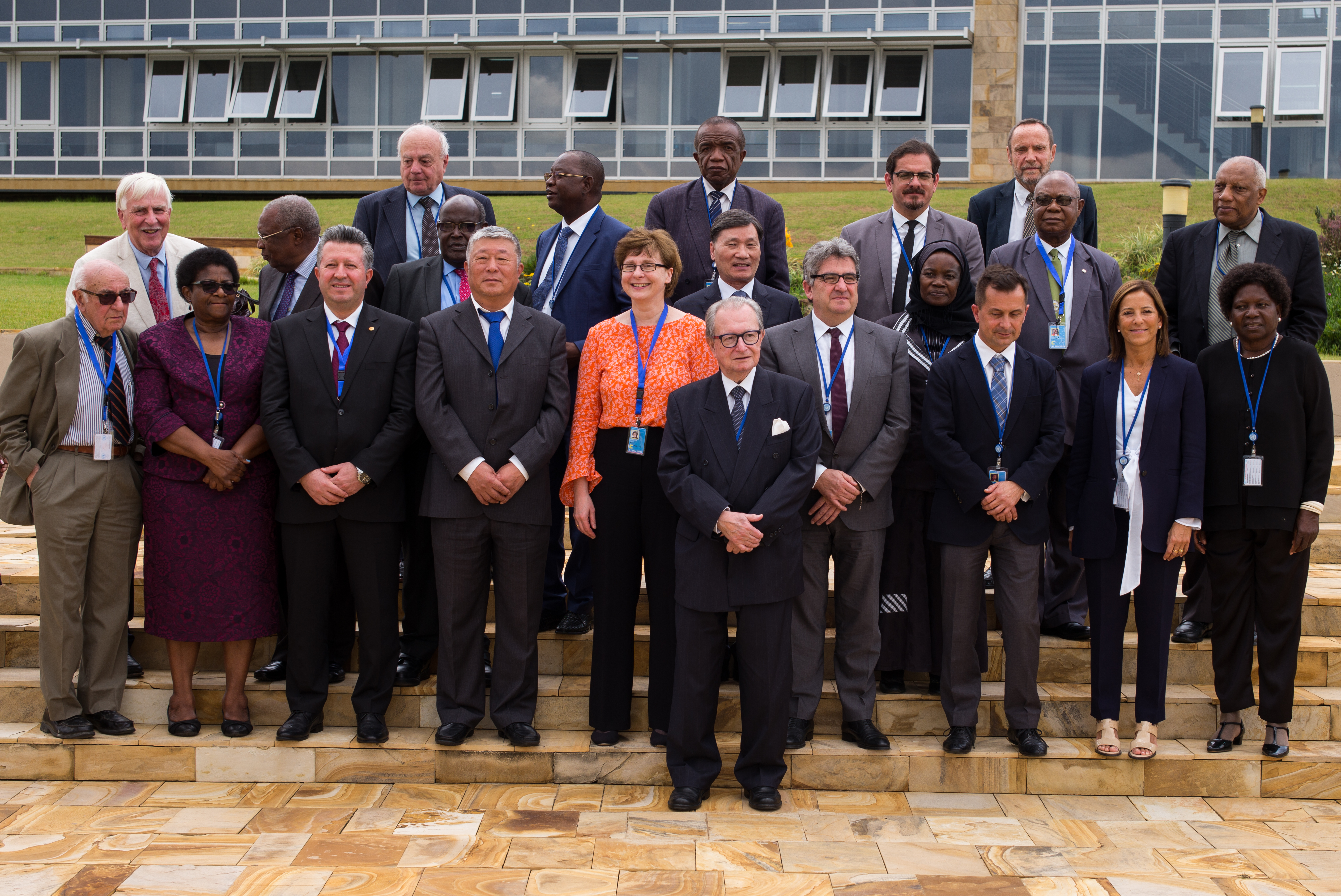
Richter des IRMCT (2019)

Der IRMCT ist ein Nebenorgan des Sicherheitsrats der Vereinten Nationen und gliedert sich in zwei Abteilungen, von denen jede die Arbeit von einem der beiden Ad-hoc-Gerichtshöfe weiterführt. Nach den Vorgaben der Resolution 1966 ist die in Nachfolge des IStGHR bestehende und in Arusha ansässige Abteilung seit Juli 2012 tätig, während die für die Weiterführung der Aktivitäten des IStGHJ zuständige Abteilung mit Sitz in Den Haag Anfang Juli 2013 ihre Arbeit aufnahm. Es besteht jeweils eine eigene Verfahrenskammer für jede Abteilung sowie eine gemeinsame Berufungskammer für beide Abteilungen. Auch die Kanzlei (Geschäftsstelle) fungiert als gemeinsame Einrichtung beider Abteilungen.
Am IRMCT sind 25 Richter tätig, von denen nicht mehr als zwei zum gleichen Zeitpunkt aus dem gleichen Land kommen dürfen. Bei der Auswahl werden insbesondere Personen berücksichtigt, die bereits über Erfahrungen als Richter an einer der beiden Vorgängerinstitutionen verfügen. Entsprechend dem Statut sollen die Richter so weit wie möglich nicht am Sitz der jeweiligen Abteilung, sondern in ihrem Heimatland tätig sein. Für ihre Arbeit und die ihnen zustehende Aufwandsentschädigung gelten dementsprechend die Regeln für Ad-hoc-Richter am Internationalen Gerichtshof (IGH), für die Tätigkeit des durch den UN-Generalsekretär ernannten Präsidenten finden die für reguläre IGH-Richter geltenden Bestimmungen Anwendung.
Die Amtszeit der durch die Generalversammlung der Vereinten Nationen gewählten Richter beträgt vier Jahre. Durch den UN-Generalsekretär ist nach Konsultationen mit den Präsidenten des Sicherheitsrats und der Generalversammlung eine Ernennung für eine weitere Amtszeit möglich. Die Zuordnung der Richter zu den einzelnen Kammern und Verfahren erfolgt durch den Präsidenten des IRMCT, der selbst der Berufungskammer angehören soll. Der Präsident des IRMCT hat darüber hinaus die Entscheidungsbefugnis über Anträge auf Begnadigung oder Haftaussetzung.
Die Wahl der ersten Richter des IRMCT erfolgte am 20. Dezember 2011. Zum ersten Präsidenten wurde der amerikanische Jurist Theodor Meron ernannt. Als für beide Abteilungen zuständiger Chefankläger fungierte von 2012 bis 2016 Hassan Bubacar Jallow aus Gambia, der zuvor in gleicher Funktion am Internationalen Strafgerichtshof für Ruanda tätig war. Ihm folgte im Februar 2016 der belgische Jurist Serge Brammertz, der vorher als Chefankläger des IStGHJ fungiert hatte. Kanzler und damit Leiter der Geschäftsstelle und der Verwaltung des IRMCT ist seit Juli 2020 der Gambier Abubacarr Tambadou.
| Richter                           | Staat                  |
| Carmel A. Agius                   | Malta                  |
| Aydın Sefa Akay                   | Türkei                 |
| Jean-Claude Antonetti             | Frankreich             |
| Florence Rita Arrey               | Kamerun                |
| Ivo Nelson de Caires Batista Rosa | Portugal               |
| Solomy Balungi Bossa              | Uganda                 |
| Joseph E. Chiondo Masanche        | Tansania               |
| Ben Emmerson                      | Vereinigtes Königreich |
| Claudia Hoefer                    | Deutschland            |
| Graciela Susana Gatti Santana     | Uruguay                |
| Burton Hall                       | Bahamas                |
| Vagn Prüsse Joensen               | Dänemark               |
| Gberdao Gustave Kam               | Burkina Faso           |
| Liu Daqun                         | Volksrepublik China    |
| Prisca Matimbe Nyambe             | Sambia                 |
| Theodor Meron                     | Vereinigte Staaten     |
| Bakone Justice Moloto             | Südafrika              |
| Lee Gacuiga Muthoga               | Kenia                  |
| Alphons Orie                      | Niederlande            |
| Seon Ki Park                      | Südkorea               |
| José Ricardo de Prada Solaesa     | Spanien                |
| Mparany Mamy Richard Rajohnson    | Madagaskar             |
| Patrick Lipton Robinson           | Jamaika                |
| Aminatta N’gum                    | Simbabwe/ Gambia       |
| William Hussein Sekule            | Tansania               |